# نواحی (آق‌سو)
نواحی (به لاتین: Navahı) یک منطقه مسکونی در جمهوری آذربایجان است که در شهرستان آق‌سو واقع شده است.